# Gare de Garchizy
La gare de Garchizy est une halte ferroviaire française de la ligne de Moret - Veneux-les-Sablons à Lyon-Perrache. Elle est située rue Pierre-Gentilhomme, à l'extrémité ouest du bourg centre de la commune de Garchizy, dans le département de la Nièvre, en région Bourgogne-Franche-Comté.
Ouverte, après 1950, c'est un point d'arrêt de la Société nationale des chemins de fer français (SNCF), desservi par des trains express régionaux Bourgogne-Franche-Comté.

## Situation ferroviaire
Établie à 180 mètres d'altitude, la gare de Garchizy est située au point kilométrique (PK) 243,958 de la ligne de Moret - Veneux-les-Sablons à Lyon-Perrache, entre les gares de Pougues-les-Eaux et de Fourchambault.

## Histoire
Dans les années 1950, il ne semble pas y avoir de halte mais à proximité de l'emplacement de la halte actuelle se situait l'origine de deux embranchements desservant des sites industriels et militaires côté Loire,.
En 1985, cette ancienne halte est devenue un point d'arrêt non géré (PANG), fermé au service des marchandises.

## Service des voyageurs

### Accueil
Halte SNCF, c'est un point d'arrêt non géré (PANG) équipé de deux quais avec abris. L'accès aux quais s'effectue séparément par deux petits chemins de terre accessibles de part et d'autre du pont qui permet à la ligne de passer au-dessus de la rue Pierre-Gentilhomme. Pour passer d'un quai à l'autre, il faut emprunter les chemins qui permettent de passer sous les voies par la rue Pierre-Gentilhomme car la halte ne dispose pas de traversée des voies par le public.

### Desserte
Garchizy est desservie par des trains TER Bourgogne-Franche-Comté circulant entre Cosne-sur-Loire et Nevers ou entre Cosne-sur-Loire et Nevers-le-Banlay.

### Intermodalité
Il n'y a pas de possibilité de stationnement à proximité immédiate.